# 406 Erna
A 406 Erna (ideiglenes jelöléssel 1895 CB) a Naprendszer kisbolygóövében található aszteroida. Auguste Charlois fedezte fel 1895. augusztus 22-én.